# Anthomyia defixa
Anthomyia defixa är en tvåvingeart som beskrevs av Walker 1853. Anthomyia defixa ingår i släktet Anthomyia och familjen blomsterflugor. Inga underarter finns listade i Catalogue of Life.